# Литература по саморазвитию
Литерату́ра по саморазви́тию (англ. self-help books) — литература, содержащая советы, техники и упражнения по развитию способностей и навыков, достижению успеха в личной жизни и работе.

## История
Одним из родоначальников жанра литературы по саморазвитию был британец Сэмюэл Смайлс, написавший книги «Помощь себе», «Бережливость», «Жизнь и труд». Главная книга Смайлса «Self-help» («Помощь себе», «Самопомощь», в русском переводе — «Самодеятельность») издавалась с 1866 до 1903 года десять раз.
Однако литература по саморазвитию как часть «культа успеха» стала особенно популярной прежде всего в США. Американец Уоллес Уоттлз, приверженец религиозного движения «Новое мышление», в 1910 году издал книгу Наука стать богатым. Книга оказала влияние на многих авторов пособий по саморазвитию в будущем. Когда в 2007 году она была переиздана, то вновь стала бестселлером, в США был распродан тираж 75 000 экземпляров.
Идеи Уоллеса развивал Наполеон Хилл, опубликовавший в 1937 году книгу «Думай и богатей». К 1970 году общемировые продажи этой книги составили 20 миллионов экземпляров. Хилл — автор выражения «и бедность, и богатство рождаются в голове». Он основал организацию по обучению людей «науке успеха», открыл «Академию личных достижений».
Дейл Карнеги не только использовал идеи о важности «позитивного настроя», но и давал в своих книгах практические советы по выстраиванию отношений с окружающими, ораторскому искусству и т. п. Карнеги основал компанию Dale Carnegie Training.
После Второй мировой войны мода на книги и тренинги по саморазвитию пришла и в Западную Европу.
В 1960-х—1970-х годах исследования Мартина Селигмана положили начало «позитивной психологии», предназначенной для развития положительных свойств человека, в отличие от традиционной психологии, занимавшейся исправлением негативных проявлений человеческой личности. До 1960-х годов в обществе США социальные роли людей были чётко определены, действовало множество неформальных запретов. Но в 1960-е годы стали популярны авторы, которые утверждали что каждый человек — неповторимая личность, которая способна добиться всего, чего захочет.
Большим успехом в 1990—2000-е годы стали пользоваться книги Брайана Трейси. В 1981 году он создал обучающий проект The Phoenix Seminar, в 1985-м выпустил аудиокассеты под названием «Психология достижений». Трейси написал около 60 книг, наиболее известная — «Выйди из зоны комфорта», её тираж составил 1,25 миллиона экземпляров.
В 1990-е годы стал популярным также Тони Роббинс, который в проморолике к своим произведениям произнёс фразу «Саморазвитие — или смерть».
В 2017 год продажи литературы по саморазвитию в США увеличились на 18 %. По прогнозам, к 2022 году стоимость продукции для саморазвития (книги, компьютерные приложения и услуги лайф-коучей) в США должна была составить более 13 млрд долларов в год.

## Критика
Ярым критиком Дейла Карнеги был Эверетт Лео Шостром, который написал книгу «Человек-манипулятор», получившую прозвище «Анти-Карнеги». Шостром писал, что восприятие мира «сквозь розовые очки» и постоянные попытки двигаться вперёд не приносят счастья, а приводят к усталости. Он писал: «С детства в нас воспитывают уважение к бурной деятельности, усилиям и тяжелой работе. Однако не будем забывать о ценности смирения и снятия усилия, что, безусловно, можно считать глубоко укоренившимся человеческим качеством, которое помогает человеку испытать немалое удовлетворение».
В 1999 году вышла книга «Господь — мой брокер» американского писателя Кристофера Бакли, высмеивающая всевозможные техники саморазвития.
В 2005 году Стив Салерно опубликовал книгу «SHAM: Как движение самосовершенствования сделало Америку беспомощной». Салерно критиковал тренинговую индустрию и писал, что посетители тренингов возвращаются на выступления полюбившихся им «гуру», чтобы испытать душевный подъём, но это не помогает решить их проблемы.
Клинический психолог Вероника Леонова утверждает, что литература по саморазвитию объявляет социальные проблемы связанными с психологией и предлагает их исправлять неправильным способом. При этом людям приятна иллюзия, что их можно решить конкретными простыми шагами — раньше вставать по утрам, медитировать по 20 минут в день и т. д. Также она утверждает, что литература по саморазвитию может нанести вред, заставив человека ставить нереалистичные цели, из-за чего его самооценка ещё уменьшится.